# Kim Tae-woong
Kim Tae-Woong (kor. 김태웅; * 17. Dezember 1994) ist ein südkoreanischer Fußballspieler.

## Karriere
Kim Tae-Woong spielte bis Ende 2018 bei Ranong United FC in Thailand. Der Club aus Ranong spielte in der dritten Liga, der Thai League 3, in der Lower Region. Wo er 2019 gespielt hat, ist unbekannt. 2020 wurde er vom Zweitligisten Kasetsart FC unter Vertrag genommen. Mit dem Club aus Bangkok hat er bis drei Spiele in der Thai League 2 bestritten. Ende Juni 2020 wurde sein Vertrag aufgelöst. Seit 1. Juli 2020 ist er vertrags- und vereinslos.